# Professional Association of Diving Instructors
Pour l’article ayant un titre homophone, voir Pa di.
 (janvier 2010).
Si vous disposez d'ouvrages ou d'articles de référence ou si vous connaissez des sites web de qualité traitant du thème abordé ici, merci de compléter l'article en donnant les références utiles à sa vérifiabilité et en les liant à la section « Notes et références ».

Logo de l'association Padi.

La Professional Association of Diving Instructors (PADI) est la plus grande organisation internationale de formation à la plongée sous-marine de loisir et plus particulièrement à la plongée en scaphandre autonome (scuba diving). Elle est d'origine américaine.

## Histoire
En 1966, Ralph D. Erickson et John Cronin fondent l'organisation de formation de plongeur PADI. Erickson en devient alors le premier président.
En 1971, Cronin et Erickson décident de déménager l'association en Californie afin de lui assurer un meilleur développement. Erickson décide alors de rester à Chicago et laisse la direction à son ami Cronin.

## Répartition

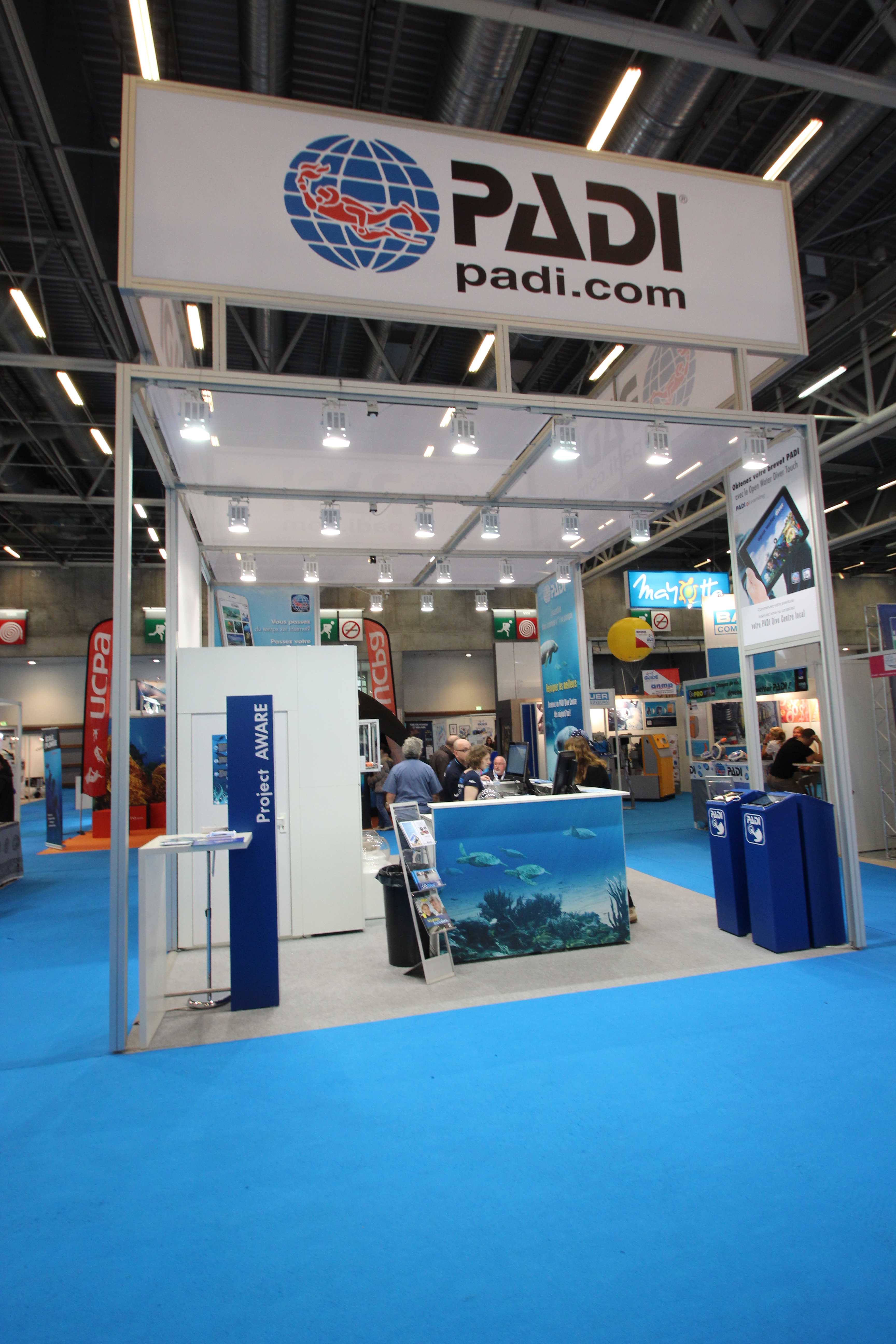
Stand PADI au salon de la Plongée 2015 à Paris

PADI est avant tout une activité commerciale. Ses affiliés, incluant les centres de plongées, les écoles, les instructeurs et les divemasters, certifient la majorité des plongeurs de loisirs dans le monde. Elle délivre près de 946 000 licences chaque année.
PADI a vendu des droits d'exploitations à des sociétés sous licence, avec des bureaux en Australie, au Canada, en Suisse, au Japon, en Suède, au Royaume-Uni, en Nouvelle-Zélande et aux États-Unis. Son siège mondial, PADI Worldwide, est situé en Californie. Au niveau professionnel, on compte environ 100 000 membres, 4 300 centres de plongées, et ce dans plus de 175 pays. La traduction du matériel pédagogique est disponible en plus de 20 langues. La certification PADI domine le marché mondial et occupe à elle seule plus de 50 % du marché de la plongée « loisir » (non de la plongée sous-marine en général).

## Méthode pédagogique
PADI commercialise une large palette de cours, allant de ceux destinés aux débutants (comme le Scuba Diver et l'Open Water Diver) jusqu'au Master Scuba Diver ainsi qu'à de nombreux certificats d'instructeur. Le système est composé de modules standardisés, divisés entre une partie théorique et pratique. La théorie est enseignée via des vidéos, des supports écrits, ainsi que par un auto-apprentissage. Elle est validée par des discussions avec l'instructeur, ainsi que par des tests écrits. La pratique est enseignée tout d'abord dans un « milieu protégé » (comme une piscine ou dans une mer peu profonde), puis dans un « milieu naturel », qui se rapproche plus des conditions normales de plongée. Après chaque cours est délivré un certificat, qui sera ensuite accepté dans les autres centres PADI.

## Les cours PADI

Le système de formation de PADI.

L'association propose des formations, qualifiantes ou pas, selon les pays, en particulier :
- PADI Discover Scuba Diving (baptême)
- PADI Scuba Diver (plongeur en bouteille)
- PADI Open Water Diver (plongeur autonome jusqu'à 18 mètres)
- PADI Advanced Open Water Diver (plongeur autonome avancé jusqu'à 30 ou 40 mètres de profondeur suivant le choix de ses spécialités)
- PADI Rescue Diver (qualification de secours en plongée)
- PADI Master Scuba Diver (plongeur autonome confirmé dans 5 différentes spécialités)
- Deep Diver (plongée profonde)
- Underwater Navigator (navigation sous-marine)
- PADI Divemaster (guide de palanquée)
- PADI Assistant Instructor (assistant instructeur)
- PADI Open Water Scuba Instructor (instructeur)
- PADI Master Scuba Diver Trainer

## Critiques
(septembre 2009).
Si vous disposez d'ouvrages ou d'articles de référence ou si vous connaissez des sites web de qualité traitant du thème abordé ici, merci de compléter l'article en donnant les références utiles à sa vérifiabilité et en les liant à la section « Notes et références ».
La critique des programmes PADI s'est focalisée sur le fait que les cours seraient plus chers et moins rigoureux que ceux d'autres systèmes d'apprentissage. Une autre critique, populaire au Royaume-Uni, est que l'approche PADI ferait croire que plonger dans une eau chaude et claire est la même chose que de plonger dans une eau froide à visibilité réduite. On peut néanmoins noter que PADI fait la promotion de nombreux cours de spécialisation, notamment pour la plongée en condition difficile (comme la plongée dans des lacs de haute altitude par exemple), ainsi que des cours de remise à niveau.
PADI étant une activité commerciale et qui génère un chiffre d'affaires impressionnant, le public est en droit de s'interroger sur la pertinence de ses standards. Toutefois, vu le nombre de certification vendues annuellement et le nombre de plongées effectuées par les certifiés PADI et la rareté du nombre d'accidents il est clair que la formation PADI est une formation de qualité pour autant que l'instructeur respecte les standards. C'est là (idée très américaine) le rôle du client de s'informer et de se plaindre à PADI si les standards de formation ne sont pas respectés.
Certaines sources (assureurs et médecins DAN par exemple mais pas seulement) tendraient à prouver que la répartition géographique des accidents de plongée est en faveur des systèmes du type PADI (qui est leader mais pas seul à enseigner la plongée de la sorte) dans le sens que les accidents sont moins fréquents dans les régions où ces certifications sont majoritaires. Ceci est une affaire à suivre car les rapports définitifs sont en voie de publication.
PADI vend des cours. Ceux-ci sont découpés en de nombreux modules de manière à pouvoir être vendus — et promus — séparément dans un objectif commercial.
Le système PADI autorise les détenteurs de brevets à plonger en autonomie dans les conditions strictes de la formation, il s'agit d'un leitmotiv répété au cours de toutes les formations.
Le principe de toutes les formations PADI est la réalisation d'exercices « standards » visant à apprendre à l'élève à les faire sans hésitation (principe de la « seconde nature ») en cas de besoin. Le standard est répété jusqu'à ce qu'il soit effectué sans hésitation et parfaitement à plusieurs reprises dans des conditions différentes.
Une des différences entre les niveaux de plongée français et le système PADI est que les niveaux français intègrent les plongées avec décompression obligatoire. Le système PADI ainsi que toutes les organisations de plongée du RSTC font clairement la différence entre la plongée récréative (sans décompression obligatoire) et la plongée Tec ou technique nécessitant une formation plus poussée à la décompression obligatoire.
PADI est parfois considéré sur certains forums comme la contraction de "Put Another Dollar In" ("Remettez une pièce"), "PAy and DIve" ("Payez et plongez") voire de "PAy and DIe" ("Plongez et mourrez") par ses détracteurs, pour pointer du doigt sa vocation supposée principalement commerciale.